# 映像作品「夜のあと」未来の話
『映像作品「夜のあと」未来の話』（えいぞうさくひん よるのあと みらいのはなし）は【MICS】映像表現部が制作した日本の高校生を題材とした日本の映像作品で、2023年9月16日に公開された。前作に第1回「不登校生動画選手権」で入選した映像作品『それから』がある。

## 概要
本作は2023年に【MICS】映像表現部によって制作された。通信制高校に通う女子高校生と、受験勉強に励む男子高校生の2人を主人公に映像は繰り広げられる。映像は前作の「それから」の数年後を描いており、暗い過去からどのような未来が想像されるのか一緒に考えてほしいとしている。映像は京都府を舞台に、塾のシーンは京都市東山青少年活動センターなどを用いて撮影されている。
タイトルは「夜のあと」と鉤括弧をつけた状態で表記するように表記ガイドラインで定められている。

## 内容
自分の道は自分で決めなければどこかで道を外れることになるため、様々な意見や圧力を受けたとしても自分の道を歩むことが大切である。そして、過去を変えることはできず、過去に左右されることもあるが、少しづづ未来へ向けて進んでいくことはできるのではないか。そのように歩んだ道は周りからどう思われようが自分が歩んできた道であり、何も恥じる必要はない。そしてその道を自分が醜いと思うこともないのではないだろうか。そんな一人ひとりの人生がとても明るく輝いて見える。
という提案を映像では行なっている。

## あらすじ
過去を乗り越え未来へと歩みを進める女子高校生は中学生の時は不登校だった。そんな彼女は通信制高校に入学し、趣味で楽しんでいたカメラを再び始める。だが上手くはいかず撮影した写真を消去してしまう…
受験勉強に励む男子高校生は公立高校に通いながら塾に通う日々が続いていた。勉強に圧倒される日々だったが模試の結果にその努力は反映されなかった。模試の結果に落ち込んだ男子高校生は志望校を変更しようと思い、大学偏差値ランキングサイトを見ていた時、サイトに美術大学の広告が表示される。それを見た男子高校生は昔の自分の夢を思い出す…

## 登場人物
通信制高校に通う女子高校生
前作「それから」の主人公。中学生時代は起立性調節障害やいじめが原因で不登校だったため、高校は通信制高校を選択し入学する。
受験勉強に励む男子高校生
公立高校に通う男子高校生。大学受験に向けて受験勉強に励む。塾に通い、勉強に圧倒される日々を送っている

## 制作グループ
本作を制作した【MICS】映像表現部は瓜生山学園 京都芸術大学附属高等学校の同好会として活動している映像制作グループである。「【MICS】映像表現部｛以下 MICS（ミックス）｝は映像を中心に写真・デザイン・音楽などを扱うグループです。」と説明されている。